# Szergej Olegovics Bida
Szergej Olegovics Bida (oroszul: Сергей Олегович Бида) (Moszkva, 1993. február 13. –) Európa-bajnok, olimpiai és világbajnoki ezüstérmes orosz párbajtőrvívó.

## Családja
Szergej Bida sportolócsaládból származik. Nagyanyja Valentyina Rasztvorova olimpiai és világbajnok tőrvívónő, nagyapja Borisz Grisin olimpiai ezüstérmes vízilabdázó, anyja Jelena Grisina világbajnoki ezüstérmes tőrvívónő, nagybátyja Jevgenyij Grisin olimpiai, világ- és Európa-bajnok vízilabdázó.